# Dragodana
Dragodana è un comune della Romania di 6 927 abitanti, ubicato nel distretto di Dâmbovița, nella regione storica della Muntenia.
Il comune è formato dall'unione di 7 villaggi: Boboci, Burduca, Cuparu, Dragodana, Pădureni, Picior de Munte, Străoști.